# Manchester's bid voor de Olympische Zomerspelen 2000
De kandidatuur van Manchester voor de Olympische en Paralympische Zomerspelen van 2000 was een onsuccesvolle campagne. Deze kandidatuur werd voor het eerst te kennis gegeven aan het IOC op 1 februari 1993. Manchester lag er na de derde ronde uit, hierna waren allen nog Peking en Sydney over. Sydney zou uiteindelijk de Olympische Zomerspelen 2000 binnenhalen.

## Kandidatuur details
De kandidatuurspoging werd geleid door Bob Scott, degene die ook de leiding had bij de vorige kandidatuurspoging van Manchester in 1996. Het kandidatuur's bid werd op 1 februari 1993 aan het IOC overhandigd door minister-president John Major. Manchester's budget voor het binnenhalen van de spelen was 5,5 miljoen dollar.
De totale kosten van de Olympische Spelen werden door Manchester beraamd op 1,5 miljard dollar.

### Locaties
In deze kandidatuur staan dezelfde locaties als in de kandidatuur van 1996. Dit waren locaties als Manchester Velodrome welke 3 miljoen dollar zou kosten aan uitbreidingen. De Manchester Arena werd aangewezen om het gymnastiek en basketbal in te houden, deze locatie zou 50 miljoen dollar kosten om hem gereed te maken voor de spelen.Old Trafford Cricket Ground werd gekozen voor de honkbal evenementen, zwemmen en duiken zou in het stadje Wigan worden gehouden. Voetbal zou in Old Trafford, Goodison Park, Elland Road, Hillsborough, St James' Park, City Ground en Villa Park worden gehouden. 
Het Olympisch Stadion kostte in totaal 100 miljoen dollar, waarin 80.000 mensen kunnen. 

### Olympisch dorp
Het Olympische dorp moest zo worden gemaakt dat atleten de mogelijkheid hadden om lopend 14 van de 25 locaties te bereiken.